# Moorburger Landscheide

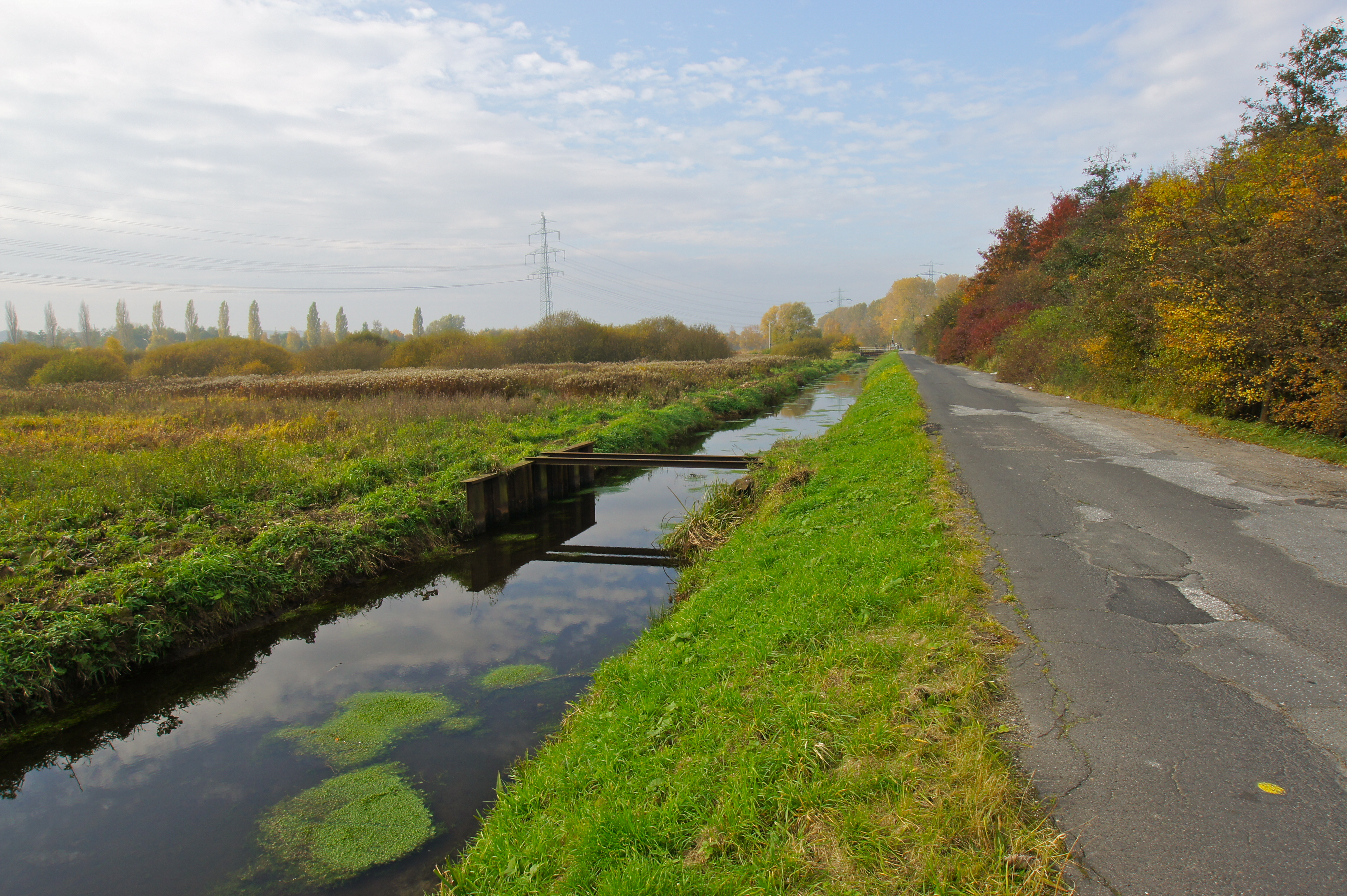
Die Wetterung ist die Grenze zwischen Hamburg-Moorburg und Hamburg-Neugraben-Fischbek.

Die Moorburger Landscheide (in Niederdeutsche Sprache: De Spliet oder De Landschee) ist eine Wetterung in Hamburg-Moorburg. Sie beginnt in Heimfeld und fließt über den Mahlbusen Hohenwisch in die Moorwettern der Süderelbe. Diese fließt über das Hohenwischer Schleusenfleet und die Alte Süderelbe in die Elbe.

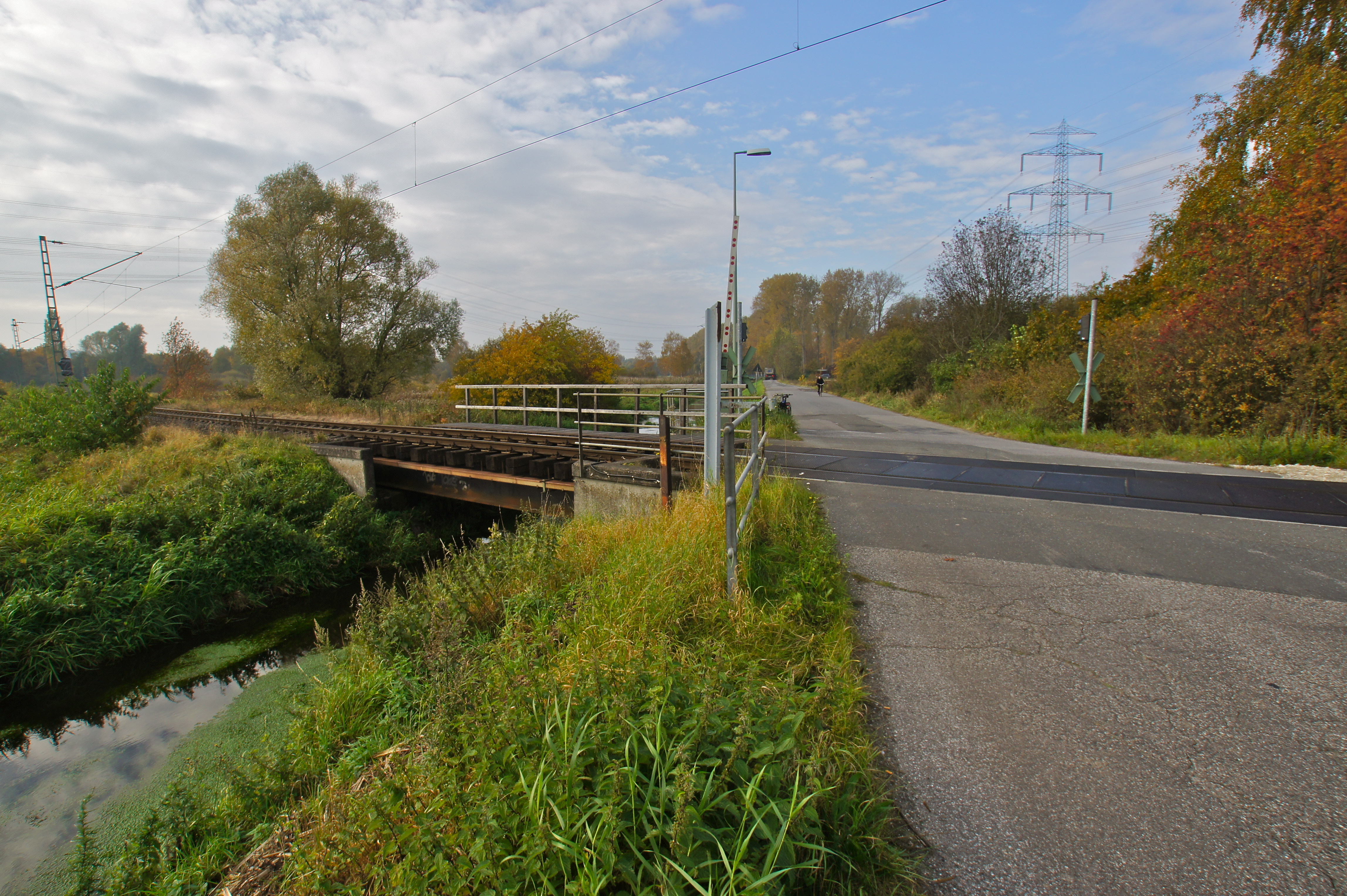
Eisenbahnbrücke beim Hamburger Hafen

Sie ist ein Überbleibsel eines langen Netzwerks von Prielen der Elbe, welches eine Anzahl von Flussinseln trennte. Seit dem Mittelalter begann man die Polder von nassen Wiesen und Marschland zwischen der Geest zu verwenden, um Wetterungen zu bilden.
Der Name Moorburger Landscheide hat seinen Ursprung in der Staatsgrenze, die sie zwischen dem Herzogtum Braunschweig-Lüneburg (später Königreich Hannover) auf der einen Seite und Moorburg auf der anderen Seite bildete.
Vorkommende Fischarten des Gewässers sind der Gründling, das Rotauge und der Flussbarsch. In den Nebengräben sind außerdem der Neunstachliger Stichling, der Schlammpeitzger und das Moderlieschen beheimatet. Als Laich- und Aufwuchsgebiete dient sie dem Hecht und dem Gründling.

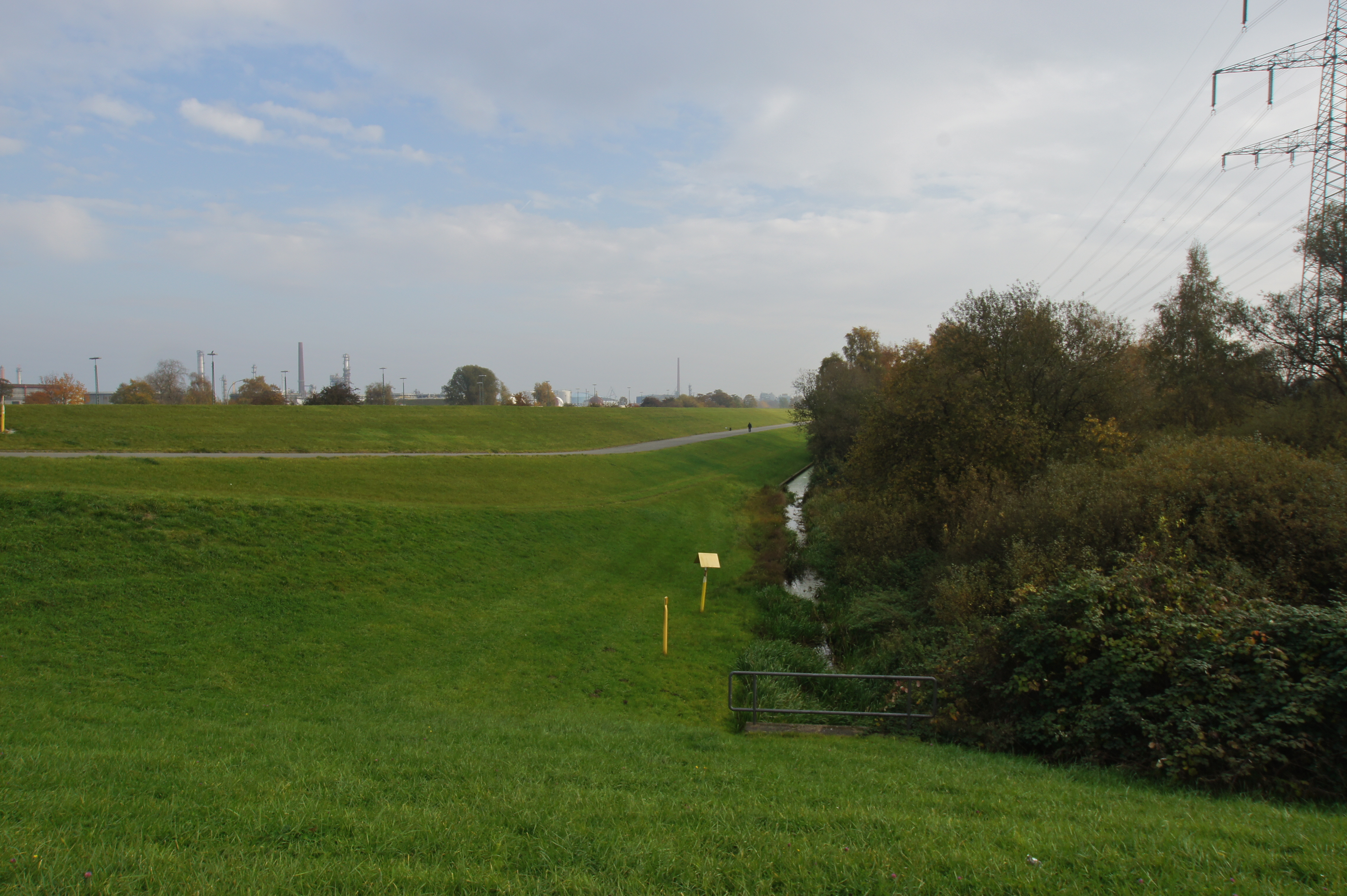
Die Landscheide beim Bostelbeker Hauptdeich
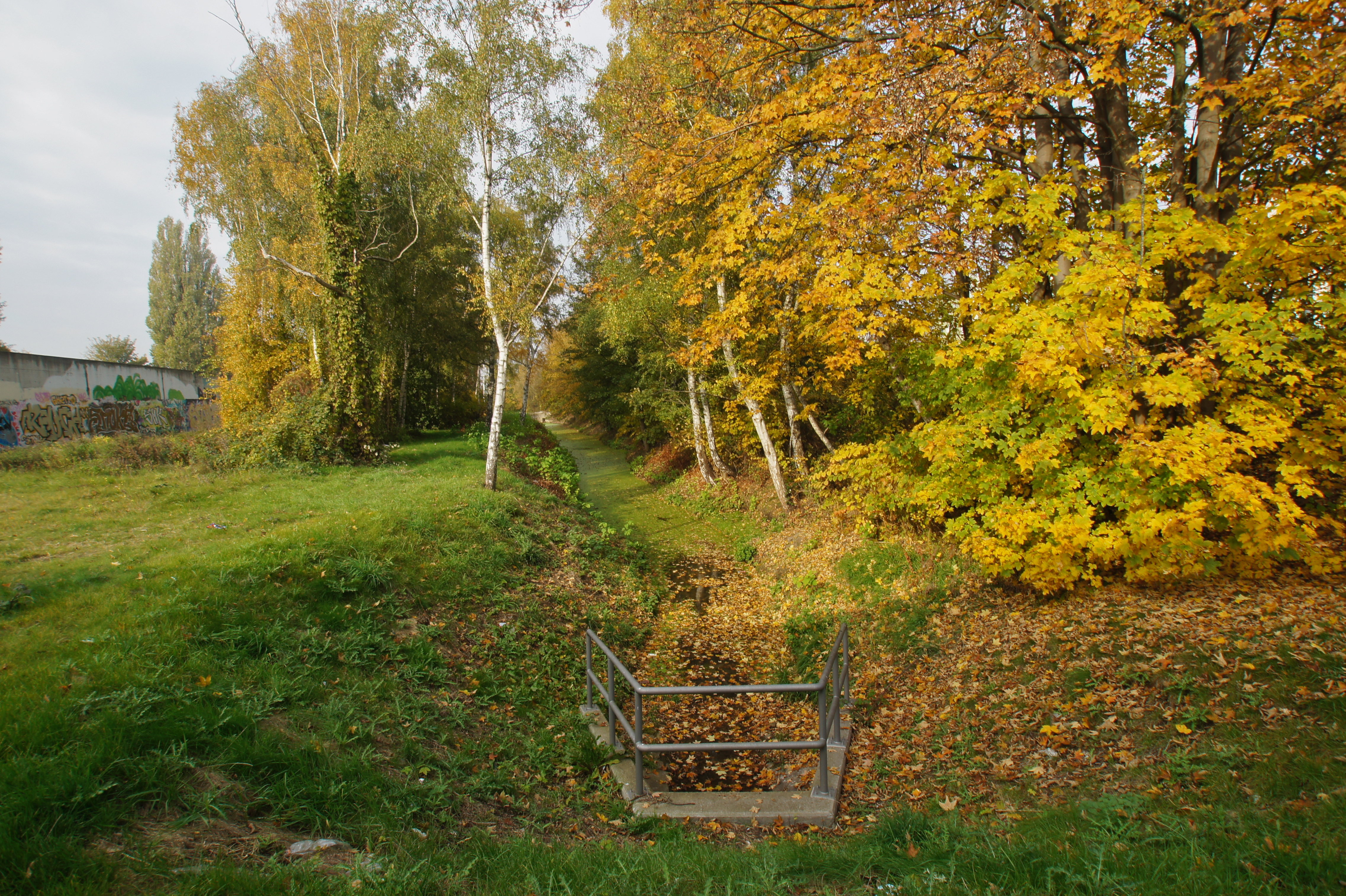
Düker der Landscheide unter der Harburger Hafenbahn
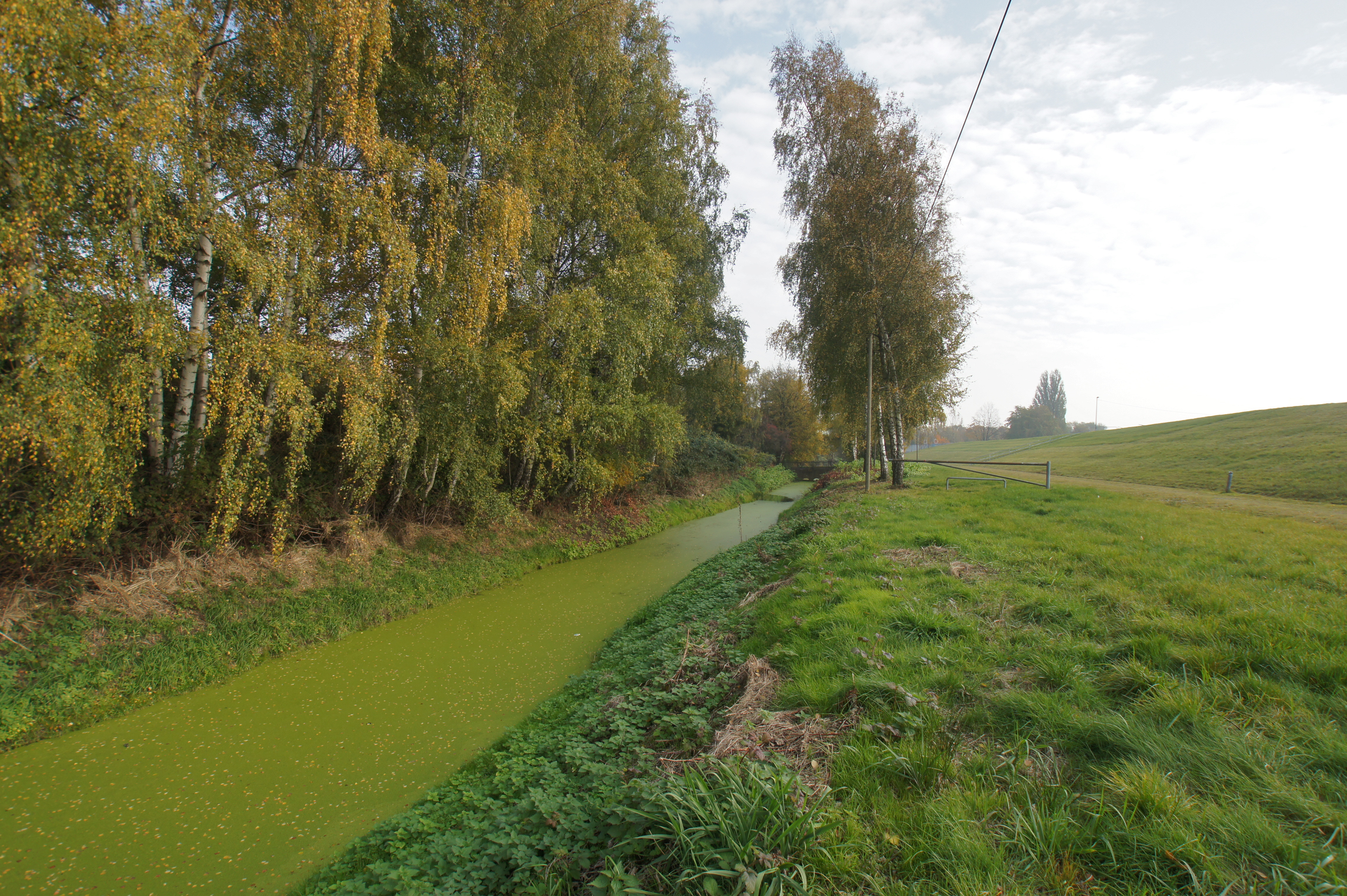
Die mit kleinen Wasserlinsen bedeckte Landscheide
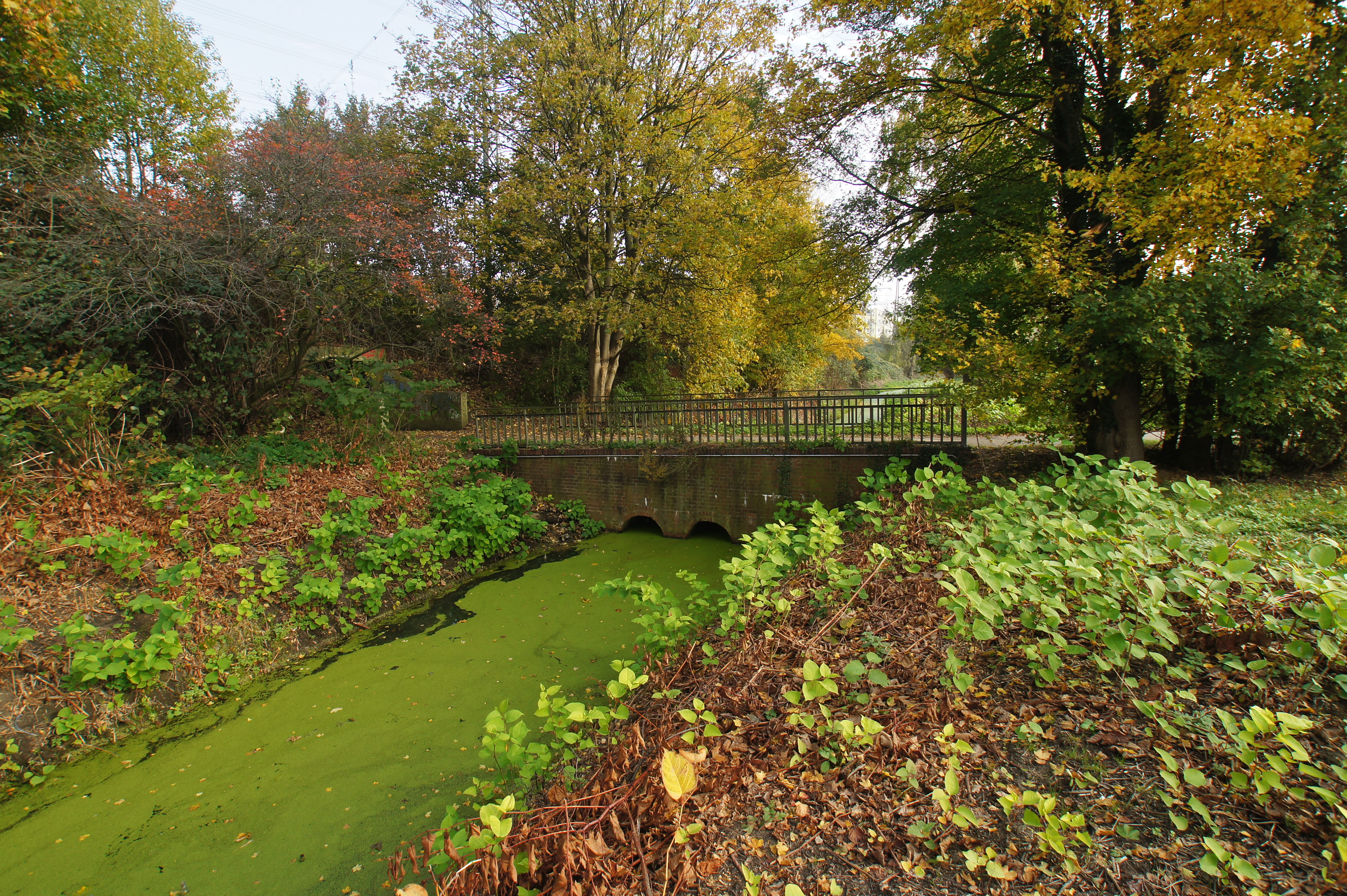
Brücke für Fußgänger und Fahrradfahrer
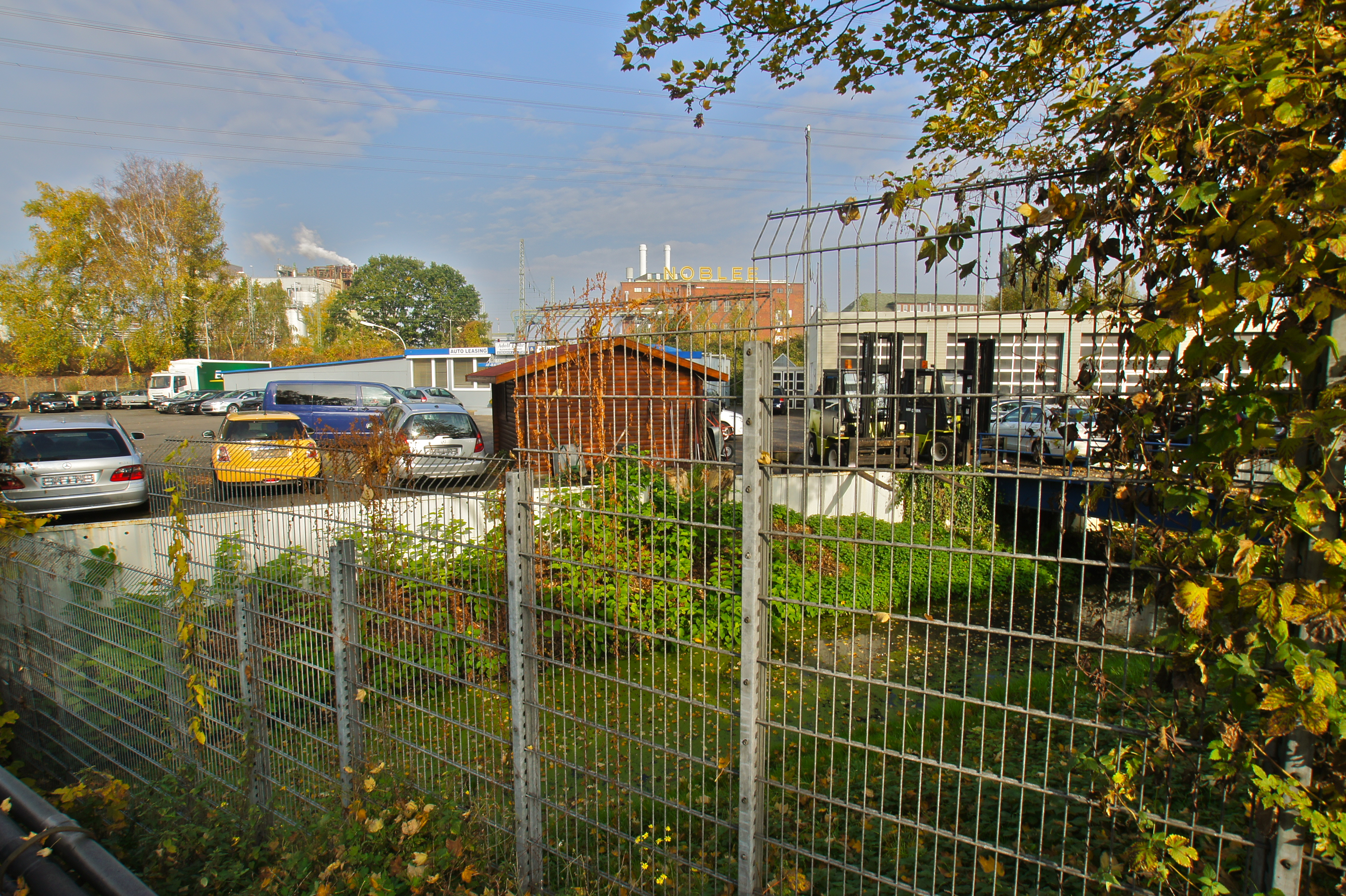
Die Noblee-Werke im Harburger Seehafen, gesehen von der Landscheide

## Zuflüsse
- Dubbengraben
- Östlicher Schwarzer-Weg-Graben
- Westlicher Schwarzer-Weg-Graben
- Gehegegraben
- Östlicher Wiesengraben
- Neuwiedenthaler Graben
- Westlicher Wiesengraben
- Forstheilgraben